# Friedrich Wilhelm Brinkmann
Friedrich Wilhelm Brinkmann (* 8. Juni 1920 in Exter (Vlotho); † 24. September 1994) war ein deutscher Textilfabrikant.

## Leben
Brinkmann wurde am 8. Juni 1920 im ostwestfälischen Exter, Kreis Herford, geboren. Nach einer Ausbildung zum Industriekaufmann von 1934 bis 1937 arbeitete er von 1937 bis 1939 als Kaufmännischer Angestellter.
Aus dem Zweiten Weltkrieg kehrte er schwerverwundet in seine Heimat zurück. Zunächst arbeitete er wieder für mehrere Monate als Kaufmännischer Angestellter, dann gründete er am 1. Januar 1947 seinen ersten eigenen Betrieb, eine Lohnkonfektion für Damen- und Herrenbekleidung in Löhne bei Herford. Bereits ein Jahr später vermarktete er seine erste Kollektion von Mänteln und Hosen. Die Firma expandierte in den folgenden Jahren durch zahlreiche geschäftliche Übernahmen und daraus entwickelte sich die Brinkmann-Gruppe, die von Brinkmann seit 1986 gemeinsam mit seinen Söhnen Klaus und Wolfgang geleitet wurde.
Mit seiner Familie lebte er in Herford.
Friedrich Wilhelm Brinkmann starb am 24. September 1994, seine Frau Margot Brinkmann, geborene Spilker, am 4. März 2003.

## Auszeichnungen
- Bundesverdienstkreuz am Bande[2]